# Nadi asz-Szab
Nadi asz-Szab (arab.: الشعب) – klub piłkarski w Zjednoczonych Emiratach Arabskich w emiracie Szardża.
Największym sukcesem klubu jest zwycięstwo w President Cup (Puchar Prezydenta). Ta wygrana zapewniła im występ w Pucharze Azji w 1993 r., gdzie zajęli drugie miejsce.

## Sukcesy
- Puchar Zjednoczonych Emiratów Arabskich: 1

1992/93
- Superpuchar Zjednoczonych Emiratów Arabskich: 1

1993/94